# داستان‌های منهتن
داستان‌های منهتن (انگلیسی: Tales of Manhattan) فیلمی در ژانر درام به کارگردانی ژولین دوویویه است که در سال ۱۹۴۲ منتشر شد.

## بازیگران
- شارل بوآیه
- ریتا هیورث
- جینجر راجرز
- هنری فوندا
- چارلز لوتن
- ادوارد جی. رابینسون
- اتل واترز
- پل رابسون
- دبلیو. سی. فیلدز
- توماس میچل
- یوجین پلت
- سزار رومرو
- گیل پاتریک
- رولاند یانگ
- السا لنچستر
- جرج سندرز
- جیمز گلیسون
- هری دونپورت
- جی. کارول نایش
- می مارش
- ادی اندرسن
- جینو کورادو
- مارگارت دومانت
- ماریون مارتین
- فیل سیلورز
- رابرت گریگ
- ویل رایت
- اِلینور وَندِرویر
- چستر کلوت
- فیلیپ هرلیک
- بلو واشینگتن